# ちょびっツ
『ちょびっツ』は、CLAMPによる日本の漫画およびアニメ作品。漫画版は2000年9月から2002年10月まで『週刊ヤングマガジン』にて連載された。テレビアニメは2002年4月から同年9月までTBS系列にて放送され、その後パイオニアLDCよりDVDが発売された。

## 概要
人造人間がパソコンという名の家電製品として普及している世界を舞台に、秘密を抱えたパソコンの少女と、機械に疎い青年の恋愛ストーリー。機械と人間は恋をすることができるのか、というSFの究極的テーマを真正面から描く。
現在では当たり前になってきた「初回限定版コミック」が刊行された先駆け的作品でもある。

## あらすじ
人型の情報端末である、パソコンと呼ばれる機械が普及した東京。主人公の本須和秀樹は大学受験に失敗した浪人生。北海道から上京し、予備校通いの毎日の中、コンビニの帰り際に捨てられていた少女型のパソコンを見つけ、家まで持ち帰った。秀樹が何をたずねても「ちぃ」としか言わないそのパソコンは「ちぃ」と名づけられた。
機械に疎い秀樹はパソコンの使い方を調べようとするが、ちぃはどこのメーカーでも販売されていない機種であることが判明する。故障した場合に修理できなければ治すことができないという理由もあり、秀樹はちぃの素性を突き止めようとするが、その不可解な挙動や、何者かから送られてきた情報によってむしろ彼女の謎は増えていく。そうした出来事を通じ、「ちぃ」はプログラムではなく感情に基づいて行動できると言われる都市伝説上のパソコン「Chobits」ではないかという疑念が深まっていく。
「ちぃ」と秀樹の共同生活と、パソコンと人間との距離の取り方に悩む登場人物たちの苦悩を織り混ぜながら、物語は「ちぃ」に隠された秘密へと迫っていく。そこには、機械と人間は恋愛をすることができるのかというパソコン制作者の問いと、その答えによっては現在のパソコンと人間の関係を一変させてしまうかも知れない、彼女の危険な機能が関係していた。

## 登場人物
「声」はアニメ版で演じた声優を示す。同じ原作者の他作品での登場については「#他作品での登場人物」の項を参照。

### 主要人物
本須和秀樹（もとすわ ひでき）
声 - 杉田智和
身長185cm。9月3日生まれ。
主人公。大学受験に失敗した北海道出身の浪人生。上京して、親からの仕送りもなくバイトで生計を立てている。予備校に通う事になるが、ある日ゴミ捨て場に捨てられていたパソコン・ちぃを拾う。パソコン音痴で知識もほとんどない。当初はエロサイトを見るためにパソコンを欲しがっていたが、ちぃに対しては家電製品として割り切ることができず、人間に接するかのように誠実に接する。万が一ちぃが故障した場合に対処できないと困ることに気がつき、パソコンのことをもっと知る必要性を感じ始め、ちぃの素性を知りたいと思うようになる。
愚直でおっちょこちょいだが優しく、悩んでいる他人には親身になって接する。人が良すぎるあまり、異性と親密になっても相談相手止まりになるタイプとも評されるが、秀樹の行動はパソコンと人間との関係に悩んでいた登場人物たちの背中を後押ししていき、結果的にはちぃとの関係に悩む秀樹自身もまた、彼らから背中を押されることになる。
運動神経が良く、足が速い。一人暮らしのため独り言が癖になっており、自分の心情を大声で口にしてしまうことがあり、しばしば新保や裕美にそのことを指摘されている。千歳が管理するアパート「ガブ・城ヶ崎」の2階に住んでいる。実家は北海道で牧場経営をしている。
ちぃ
声 - 田中理恵
身長152cm。4月13日生まれ（製作日）。
ヒロイン。なぜかゴミ捨て場に捨てられていたかわいいパソコン。電源スイッチは女性器の中、人間の女性の身体でいうと膣内にあり、指を女性器に挿入して押さなければ起動しない。膣内にスイッチがあるため、性行為が不可能な設計になっている。
スペックは高いらしいのだが何のソフトもインストールされておらず何もできない。初めは「ちぃ」しか喋れなかったため、秀樹から「ちぃ」と命名された。ちぃ自身も「秀樹がつけてくれた」とこの名前を気に入っている。一般常識を知らず無垢（時にデリカシーに欠ける）な言動で周囲を困らせることもあるが、素直なよい子で、学習ソフトは正常に機能していることから次第に言葉や知識を覚えていく。よく秀樹の仕草を真似している。
製造元は不明だが強固なプロテクトがかけられており、OSの種類やスペックを調べることもできない。その素性や能力には大きな秘密を抱えており、物語の進行によって徐々に明かされていく。その正体は都市伝説に登場するパソコン「Chobits」そのものであり、過去の名はエルダ。元はパソコンシステムの創造主である三原一郎によってフレイヤの妹として作られたパソコンであるが、フレイヤが倒れた際、彼女の心と記憶を守るため自分自身に移し変えたことにより、エルダとしての記憶は失われている。彼女には世界中の人型パソコンとリンクして効果を発揮する特別な機能が組み込まれており、原作においては、それはちぃの「アタシだけのヒト」がちぃの全てを受け入れない場合に、現在の人間と機械の関係を人型パソコンにとって不幸なものであると見なし、世界中の人型パソコンから持ち主とパソコンの関係性を定義付けているプログラムを破壊してしまうものとされている。一方アニメ版では、詳細は明言されていないものの、原作とは逆に「アタシだけのヒト」がちぃを受け入れた時に、全ての人型パソコンに何らかの変化をもたらすようなものとして描写されている。
「Chobits」とは千歳 (Hibiya Chitose) の名前のローマ字をアナグラムにした、エルダとフレイヤのパスワードでもあった。都市伝説上では、「Chobits」はプログラムではなく自分の感情に基づいて行動するパソコンとされ、作中でも秀樹が他の女性と親しくしている様子を見たちぃが顔を曇らせたり、心の痛みを繰り返し訴えたりする描写があるが、しかし最終的にはそれらの行動もまたプログラムに基づく、人間の感情とは異質なものであり、都市伝説は人が生み出した願いなのだと説明されている。
フレイヤ（FREYA、黒ちぃ）
声 - 田中理恵
身長152cm。12月31日生まれ（製作日）。
ちぃとそっくりな謎の少女で、いつも黒を基調とした服装をしている。ちぃが目を閉じた時のみ会うことができ、ちぃが忘れている過去も全て知っている。名前が明らかになっていなかった時は、作外では「黒ちぃ」の名で紹介されたこともある。
その正体は千歳の娘として、三原一郎が自ら手がけた人型パソコンであり、エルダ（ちぃ）に先駆けて作られた彼女の姉。目覚めた当初は千歳や一郎を「ママ」や「パパ」と呼び、慕っていた。しかし彼女が他人を愛し愛される存在になってくれるようにと、彼女のために一郎が組み込んだプログラムが、一郎を「アタシだけのヒト」として認識していく。父親を男性として愛することが、父と母を困らせてしまうという矛盾はフレイヤ自身を苛んでいき、ついには倒れてしまう。千歳や一郎がどれだけ手を尽くしても治らなかったが、エルダの「フレイヤの心をなくしたくない」という思いにより、彼女の心と記憶はエルダへと移された。記憶を失ったエルダ（ちぃ）が「アタシだけのヒト」を見つけられるよう、ちぃの中で彼女のことを見守っている。

### 秀樹を取り巻く人々
新保弘（しんぼ ひろむ）
声 - 関智一
身長180cm。12月22日生まれ。
秀樹の予備校の友人で、近所に住んでいる（アニメではアパートの隣人）。陽気で朗らかな性格。パソコンには多少詳しく、インターネットを通じて稔と親交がある。実家はコンビニエンス・ストア・チェーン経営をしている。
後に、彼なりの信念に基づき、予備校の講師である多香子と一騒動起こすことになる。
すもも
声 - くまいもとこ
身長16cm。1月1日生まれ（製作日）。
新保のノートパソコン（アニメでは自作モバイルパソコン）。CPUとメモリは標準以上の性能だが、作中ではあまり知的な振る舞いを見せることはない能天気なモバイル。待機中は踊るようにプログラミングされており、いつも何かしら踊っている。得意技（？）は「おめざ体操」。
後に新保から一時的に預けられた後、秀樹に譲渡され、物語を通して秀樹やちぃと行動を共にする。
清水多香子（しみず たかこ）
声 - 柚木涼香
身長167cm。7月28日生まれ。
秀樹と新保が通う「関予備校」の講師。小学校の教員免許も持っている。担当科目は古典、英語、数学。
既婚者だが、結婚して間もなく夫がパソコンに夢中になって彼女のことを無視し始め、ついには彼女を家から締め出すようになるなど夫婦関係は断絶している。新保とは半年前から不倫関係にあり、秀樹の何気ない言葉に背中を押される形で、遂には新保と駆け落ちしてしまった。
大村裕美（おおむら ゆみ）
声 - 豊口めぐみ
身長150cm。5月20日生まれ。
高校生。秀樹のバイト先である居酒屋「よろこんで」のバイト仲間（アニメ版では「よろこんで」店長の娘）で、秀樹のことを「先輩」と呼び兄のように慕っている。とても人懐っこい性格。「チロル」店長の植田とはワケありらしい。小柄だがEカップの隠れ巨乳。思わせぶりな言動で秀樹をどぎまぎさせるが、パソコンと人間が恋愛することに対してしばしばネガティブな感情をのぞかせることがある。
国分寺稔（こくぶんじ みのる）
声 - 桑島法子
身長145cm。1月25日生まれ。
喜与園中学1年生。新保のメール友達。パソコンの知識に長け、自作系パソコンのBBSでは「M」のハンドルネームでよく知られた存在。家が金持ちで、何台ものフレンチメイド型パソコンを自作しており、中でも柚姫に特別な感情を抱いている。新保の紹介で知り合った秀樹に対して、ちぃの正体は都市伝説となっている感情を持つパソコン「Chobits」なのではないかという推測を披露した。その後は秀樹の友人として、ちぃの素性に迫っていく。
両親は離婚し、姉とは死別している。稔は柚姫を、病死した姉に似せて筐体（外観）を製作したが、自分がプログラムした通りに姉らしく振舞う彼女との関係性については葛藤も抱えている。
柚姫（ゆずき）
声 - 折笠富美子
身長160cm。12月25日生まれ（製作日）。
稔の自作パソコンの一台。稔は数多くの自作パソコンを所有しているが、その中でも特に物量と時間を投入され、作品世界の中に数多く存在するパソコンの中でも個人所有レベルをはるかに超えたものに仕上げられている。その容姿やオリジナルルーチンは稔の亡き姉・楓がモデルとなっている。稔が同行させていることも多い。
稔が困っているときには彼を喜ばせるための行動をするようプログラムされており、稔の思惑を超えた行動を取ることができる。そのため後には稔のために独断でジーマへのハッキングを試み、結果としてディタに敗北して楓の人格データの一部を損傷してしまうが、しかし稔は彼女を姉代わりではない独立した人格として受け入れた。
日比谷千歳（ひびや ちとせ）
声 - 井上喜久子
身長165cm。9月24日生まれ。
秀樹の住むアパート「ガブ・城ヶ崎」の管理人。27歳の未亡人。「日比谷」は旧姓。
いつもは温厚だが、切れると手がつけられない。ちぃに服をくれたり、親身になって身の回りの世話をしてくれる一方、地下室に隠された設備や、まるでちぃのことを描いたかのように見える絵本『だれもいない町』との関わりなど、ちぃの過去と何らかの関係があることを伺わせる人物。秀樹とちぃを陰ながら見守る。
その正体は亡き夫・三原一郎と共に人型パソコンシステムの構築に関わった技術者で、ちぃ（エルダ）の母親とも言える人物。ちぃにあげた服の中には元々はエルダのものであったものもある。夫が作ってくれたフレイヤとエルダを深く愛したが、フレイヤが倒れ、その後のエルダの願いにより、初期化したエルダを人目につきやすいゴミ捨て場に放置した。エルダが「アタシだけのヒト」に巡り合い、幸せになることを心から望んでいるが、夫との約束を守り、ちぃの危機に際しても積極的な介入は行わなかった。エルダの記憶を一部だけ小さなディスクに残しており、エルダが目覚めなかった場合、自分が覚醒させ、再び共に暮らそうとも考えていた。
植田弘康（うえだ ひろやす）
声 - 上田祐司
身長190cm。7月20日生まれ。
ちぃのバイト先・ケーキ屋「チロル」の店長。39歳だが、かなりの童顔。「チロル」を開業して7年（アニメ版では5年）になる。「チロル」は自宅兼厨房付き店舗で2階に住んでいる。両親は父・母共に他界している。
過去にパソコンのユミと結婚し、その後死別したことがマスコミに取り上げられ、広く話題になったことがある。その件の後、裕美は上記の件を知らずにチロルでアルバイトを始め、店主である植田に好意を持つが、植田の中で大きな存在であったパソコンのユミとの間で葛藤を抱えることとなる。
小島良由起（こじま よしゆき）
声 - 諏訪部順一
身長180cm。6月18日生まれ。
稔や新保が常駐しているBBSの常連で、ハンドルネーム「ドラゴンフライ」。天才的ハッカーだが、性格にやや問題のあるいわゆるナードである。20台以上の自作パソコンを所有する大学4回生。個人的な興味からちぃを誘拐し、彼女のデータを解析しようとしたが反撃に遭って失敗し、駆けつけた秀樹達にちぃを奪還された。ちぃを奪還された後は、新保や稔に脅され、渋々ではあるが個人的な興味もあり、ちぃの素性を知ろうとしている秀樹らに協力する。
琴子（ことこ）
声 - ゆかな
身長16cm。3月3日生まれ（製作日）。
小島の自作パソコン。巫女の形をしている。モバイルサイズながら、普通の人型パソコンと同程度のスペックを持っている。行儀にはうるさく、嘘がつけない性格に設定されている。秀樹らが小島に誘拐されたちぃを奪還した際、ちぃを誘拐した証拠のデータを消されないために秀樹に貸し出され、秀樹の家に住み着くようになる。
パソコン関係のことで規定レベルから外れていることや特殊な状況があった場合、調査するようにプログラミングされている。この調査によって「ガブ・城ヶ崎」内に構築されている通信回線が「企業でも使わないような超高速回線」であることに気がついたり、三原一郎がちぃに組み込んだ危険な機能の一端を突き止めたりした。

### 登場人物の過去に関わる人々
斉藤楓（さいとう かえで）
声 - 川澄綾子
故人。稔の姉にして柚姫のモデルとなった人物であり、回想や遺影の人物として登場する。両親が離婚し姓が別々になった後も稔を可愛がっていたが、病気により亡くなった。彼女は『ANGELIC LAYER』の登場人物でもあり、本作の回想で描かれる臨終の場面では病床で泣き崩れるみさきや、その周囲で堪える虎太郎や王二郎たちといった同作の登場人物たちの後ろ姿を確認することができる。
三原一郎（みはら いちろう）
故人。千歳の夫。かつては玩具会社を経営しており、同時に技術者でもあった。その正体は人型パソコンシステムの創始者で、フレイヤとエルダ（ちぃ）の生みの親。原作の結末部分において、自らが創造した人型情報端末（パソコン）がロボット三原則に縛られないようにという願いから「ロボット」と呼ばれることを避けたという経緯が語られる。
『ANGELIC LAYER』の主要登場人物。エルダとフレイヤに使われている技術は、かつて玩具として開発した「人の思考を読み取って動く人形」の技術を発展させたものであると説明されている。
ユミ
声 - 進藤尚美
かつての植田店長の妻。故人。パソコンであるが、植田にとってはかけがえのない存在であり、ペットを遺産相続人に指定することが可能であることに着想を得て、法的手続きを経て事実婚した。しかし植田と出会ってから1年余りでハードディスクが製品寿命を迎えて物忘れをするようになり、購入した時点で既に形遅れ品であったことから互換性のある部品を確保できないまま故障が深刻となっていき、最期には彼女の介護で疲労していた植田を庇うような形で交通事故に遭い、植田にとっての「死」を迎えた。

### 謎のパソコン2人組
ジーマ
声 - 千葉一伸
身長190cm。8月15日生まれ（製作日）。
政府が作った世界最高級性能のパソコン。国のデータバンクそのものであり、「パソコンの王様」のような存在。本体は箱型だが、三原一郎によって危険な機能を組み込まれたパソコン「Chobits」の居場所を探し出すという任務のため、人型の端末を与えられており、ディタと二人一組で行動している。ディタとの関係性を恋愛感情として定義しており、人間もまた自分たちの心の仕組みを把握していないという理由から、パソコンの感情が本当の心なのかどうかは些細なことと捉えている。
早い段階からちぃの居場所を掴んではいるもののディタにはそれを伏せており、発信元を隠してフレイヤやエルダ（ちぃ）の写真、誘拐されたちぃの所在に関する地図などを稔に送信し、その正体に関するヒントを与えるなど、独断行動でちぃの周辺人物に関わっていく。三原一郎がちぃに特別な機能を組み込んだ動機を、三原一郎にとっての子供である全ての人型パソコンを守るための親心に基づくものと解釈しており、ちぃと秀樹が出す結論は自分とディタの関係性にも関わるものと受け止めている。
原作では、三原一郎がちぃに組み込んだ機能の効果を把握しており、できれば機能が発動しないことを願いながらも、結論をちぃと秀樹に委ねようとする。設定が異なっているアニメ版では、機能の内容は知らないものの、その効果に密かな夢と期待を抱いているようであり、結果を見届けようとする。いずれにせよ、ちぃが幸せな結末を迎えることを願っている点は共通している。
ディタ
声 - 徳光由禾
身長150cm。8月15日生まれ（製作日）。
ジーマと同様に政府が作った世界最高級性能のパソコンで、ジーマを保護するために作られた防衛システム。やはり本体は箱型で、「Chobits」に組み込まれた機能が発動することを未然に阻止するという任務を遂行するため、人型の端末を与えられている。一方でジーマとは異なり「Chobits」を危険な存在と定義しており、結末を見届けるという発想は持ち合わせていない。女性の姿をしているが、女性語ではなく、「〜だよ」言葉で話す。

## テレビアニメ
原作の連載中にアニメ版の放送が開始され、原作の完結と前後する形で放送を終えた。原作が完結していない段階で制作されたこともあり、結末部分の詳細な展開は原作と異なっている。
アニメ版は16:9のハイビジョン画面サイズで製作されたが、地上波(アナログ)では4:3の標準画面サイズにトリミングして放送された。
DVD全巻購入特典としてすももと琴子が活躍するOVA「ちびっツ」も作られた。
レンタルはされていない。

### スタッフ
- 原作 - CLAMP
- 監督 - 浅香守生
- 助監督 - 田中洋之
- キャラクターデザイン・総作画監督 - 阿部恒
- 美術監督 - 柴田千佳子
- 色彩設計 - 角本百合子
- 撮影監督 - 葛山剛士、岸克芳
- 編集 - 寺内聡
- ビデオ編集 - キュー・テック
- 現像 - 東京現像所
- 音楽 - 高浪敬太郎
- 音響監督 - 三間雅文
- プロデューサー - 源生哲雄、関戸雄一、小野達矢
- アニメーション制作 - マッドハウス
- 製作協力 - パイオニアLDC、ムービック
- 製作 - TBS、ちょびっツ製作委員会

### 主題歌
オープニングテーマ
「Let Me Be With You」
作詞・作曲 - 北川勝利 / 編曲 - ROUND TABLE / 歌 - ROUND TABLE featuring Nino
- オープニングテーマの「Let Me Be With You」はRKB毎日放送（ちなみに、TBS系列局であるが本作は未放送、JNN基幹局では唯一）のローカルエリア情報番組『今日感テレビ』、朝日放送テレビ (ABC) のローカルエリア情報番組、『おはようコールABC』のCM前ジングルとして使用された。

エンディングテーマ
「Raison d'être」（第1話 - 第14話）
作詞 - ACKO / 作曲・編曲 - 永井ルイ / 歌 - 田中理恵
「ニンギョヒメ」（第15話 - 第25話）
作詞 - 大川七瀬 / 作曲 - 新居昭乃 / 編曲 - 渡辺善太郎 / 歌 - 田中理恵
「かたことの恋」（第26話）
作詞・作曲・編曲 - 高浪敬太郎 / 歌 - 本須和秀樹（杉田智和）& ちぃ（田中理恵）

挿入歌
「I hear you everywhere」（第26話）
作詞・作曲 - かの香織 / 編曲 - F.T.C.C. / 歌 - ちぃ（田中理恵）

### 各話リスト
| 話数 | サブタイトル                 | 脚本       | 絵コンテ   | 演出              | 作画監督          | レイアウト作監 |
| ---- | ---------------------------- | ---------- | ---------- | ----------------- | ----------------- | -------------- |
| 1    | ちぃ 目覚める                | 大川七瀬   | 浅香守生   | 浅香守生          | 阿部恒            | -              |
| 2    | ちぃ 出かける                | 金子弦二郎 | 小島正幸   | 長井龍幸          | 阿部純子          | -              |
| 3    | ちぃ おぼえる                | 大久保智康 | 八貝賢一   | 鎌仲史陽          | 濱田邦彦 柳瀬雄之 | -              |
| 4    | ちぃ おつかい                | 玉井☆豪    | 坂田純一   | 鈴木薫            | 内田孝            | -              |
| 5    | ちぃ 見つける                | 大久保智康 | 島崎奈々子 | 島崎奈々子        | 藤田しげる        | -              |
| 6    | ちぃ 弱る                    | 植竹須美男 | 原博       | 宮田亮            | 田中将賀          | -              |
| 7    | ちぃ 働く                    | 花田十輝   | 佐山聖子   | 小林智樹          | 田中雄一          | -              |
| 8    | ちぃ とまどう                | 堀井明子   | 片渕須直   | 井上英紀          | 桜井邦彦          | -              |
| 9    | 新保・すもも 語る            | 花田十輝   | -          | 田中洋之          | 阿部恒            | -              |
| 10   | ちぃ 買う                    | 大久保智康 | 青山ひろし | 渕上真            | 村上元一          | 藤田しげる     |
| 11   | ちぃ 出会う                  | 花田十輝   | 島津奔     | 橋本光夫          | 南伸一郎          | 濱田邦彦       |
| 12   | ちぃ 確かめる                | 植竹須美男 | 佐山聖子   | 鈴木薫            | 藤田まり子        | -              |
| 13   | ちぃ 遊ぶ                    | 玉井☆豪    | 坂田純一   | 宮田亮            | 田中将賀          | 藤田しげる     |
| 14   | ちぃ 海いく                  | 堀井明子   | 島津奔     | 関田修            | 岩井優器          | 濱田邦彦       |
| 15   | ちぃ もてなす                | 花田十輝   | 長井龍幸   | 太田雅彦          | 北尾勝            | -              |
| 16   | ちぃ 何もしない              | 植竹須美男 | 島崎奈々子 | 島崎奈々子        | 桜井邦彦          | -              |
| 17   | ちぃ まかなう                | 玉井☆豪    | 島津奔     | 木村寛            | 田中雄一          | 濱田邦彦       |
| 18   | 稔・柚姫 語る                | 花田十輝   | -          | 田中洋之          | 阿部恒            | -              |
| 19   | ちぃ 手伝う                  | 堀井明子   | 渕上真     | 渕上真            | 田崎聡            | -              |
| 20   | ちぃ いなくなる              | 植竹須美男 | 原博       | 宮田亮            | 田中将賀          | 藤田しげる     |
| 21   | ちぃ 待つ                    | 花田十輝   | 島津奔     | 増原光幸          | 北尾勝            | -              |
| 22   | ちぃ 求める                  | 植竹須美男 | 坂田純一   | 太田雅彦          | 桜井邦彦          | -              |
| 23   | ちぃ 答える                  | 大久保智康 | 佐山聖子   | 小沢一浩 橋本光夫 | 齋藤雅和          | -              |
| 24   | ちぃ 着てぬぐ                | 堀井明子   | 坂田純一   | 島崎奈々子        | 田崎聡            | -              |
| 25   | ちぃ 決める                  | 花田十輝   | 井上英紀   | 宮田亮            | 田中将賀          | 濱田邦彦       |
| 26   | ちぃ だけの人                | 玉井☆豪    | 浅香守生   | 浅香守生          | 阿部恒            | -              |
| 27   | 日比谷・琴子 語る            | 花田十輝   | -          | 田中洋之          | 阿部恒            | -              |
| 特典 | ちびっツ すもも・琴子 届ける | 花田十輝   | 浅香守生   | 浅香守生          | 阿部恒 濱田邦彦   | -              |

### 放送局
地上波ネット局の放送日時は2002年7月中旬 - 8月上旬時点のものとする。
| 放送地域   | 放送局             | 放送期間                 | 放送日時                     | 系列    | 備考                |
| ---------- | ------------------ | ------------------------ | ---------------------------- | ------- | ------------------- |
| 関東広域圏 | TBS                | 2002年4月2日 - 9月24日   | 水曜 2:20 - 2:50（火曜深夜） | TBS系列 | 現・TBSテレビ。     |
| 北海道     | 北海道放送 (HBC)   | 2002年4月5日 - 9月27日   | 土曜 2:40 - 3:10（金曜深夜） | TBS系列 |                     |
| 日本全域   | BS-i               | 2002年4月10日 - 10月2日  | 木曜 0:00 - 0:30（水曜深夜） | TBS系列 | 現・BS-TBS。        |
| 中京広域圏 | 中部日本放送 (CBC) | 2002年4月10日 - 10月2日  | 木曜 2:25 - 2:55（水曜深夜） | TBS系列 | 現・CBCテレビ。     |
| 静岡県     | 静岡放送 (SBS)     | 2002年4月12日 - 10月4日  | 土曜 2:45 - 3:15（金曜深夜） | TBS系列 |                     |
| 宮城県     | 東北放送 (TBC)     | 2002年4月18日 - 10月10日 | 金曜 1:50 - 2:20（木曜深夜） | TBS系列 |                     |
| 近畿広域圏 | 毎日放送 (MBS)     | 2002年4月27日 - 11月2日  | 日曜 1:55 - 2:25（土曜深夜） | TBS系列 | アニメシャワー第1部 |
| 日本全域   | TBSチャンネル      | 2003年6月3日 - 8月26日   | 水曜 3:00 - 4:00（火曜深夜） | CS放送  |                     |

### DVD / 配信
2002年、8枚組のDVDとしてパイオニアLDCから発売された。北米ではジェネオンが7枚組DVDとして発売。2010年にはファニメーションが復刻を発表、2011年にDVDとBlu-ray Disc版を発売。また、アメリカ合衆国ではファニメーション・チャンネルにて2011年5月にテレビ放送も実施。その後、Netflixなどでも電子配信されている。

## ゲーム

### 携帯電話ゲーム
- ちょびっツ
  - 対応機種：携帯電話、配信元：講談社（i講談社 ゲームステーション）[112]
- CLAMPコレクション ちょびっツ
  - 対応機種：携帯電話、配信元：講談社（コミゲーi講談社）[113]

### コンシューマーゲーム
- ちょびっツ for GAME BOY ADVANCE アタシだけのヒト
  - 対応機種：GBA、発売日：2002年9月27日発売、発売元：マーベラスエンターテイメント
- ちょびっツ 〜ちぃだけのヒト〜
  - 対応機種：PS2、発売日：2003年5月15日発売、発売元：ブロッコリー

## 書誌情報

### 単行本
単行本は講談社〈デラックスKC〉より全8巻が発売されている。
2001年頃からの出版業界の流れとして、漫画の単行本に付録のグッズをつけた初回限定版の特装版が販売されるものが見られるようになり、本作でもそのような販売形態が取られた。各巻は通常版と初回限定版の2種類があり、通常版のものとは異なるISBNが割り振られている。初回限定版の付録にはマウスパッドやジグソーパズルなど、各巻ごとに異なるグッズが付属した。以下には通常版の情報を記す。
1. 2001年2月16日発行、ISBN 4-06-334383-9
2. 2001年6月27日発行、ISBN 4-06-334427-4
3. 2001年9月28日発行、ISBN 4-06-334460-6
4. 2001年12月26日発行、ISBN 4-06-334483-5
5. 2002年4月26日発行、ISBN 4-06-334527-0
6. 2002年7月26日発行、ISBN 4-06-334590-4
7. 2002年9月27日発行、ISBN 4-06-334599-8
8. 2002年11月29日発行、ISBN 4-06-334632-3

### 関連書籍
- YOUR EYES ONLY ちぃフォトグラフィクス、 2003年1月発行、ISBN 4-06-334670-6
- ちょびっツの「ツ」の字、2003年3月、ISBN 4-06-334669-2

## 他作品との関係
- 1999年から2001年の間に角川書店刊・少年エース誌上で連載されていた『ANGELIC LAYER』は、一部の設定や登場人物を本作と共有する。秀樹の回想中にはヒカルやAngel Egg等、当該作品のキャラやメカ等が登場するコマが存在する[88]。
- 本作の主要な舞台の一つであり千歳が管理しているアパート「ガブ・城ヶ崎」は多数のCLAMPの歴代作品に登場しており、『XXXHOLiC』では四月一日君尋、『ツバサ』では空汰&嵐夫妻、『こばと。』ではこばとが住んでいる。
- CLAMPの歴代作品のキャラクターが登場する『ツバサ-RESERVoir CHRoNiCLE-』で『ちょびっツ』からはちぃ、すもも、琴子、千歳などが登場、また『こばと。』ではちぃ、フレイヤ、千歳、植田、裕美が登場している。

### 他作品での登場人物
ちぃ
『ツバサ』ではセレス国の住人・チィとして登場（詳細は「ツバサ-RESERVoir CHRoNiCLE-の登場人物#セレス国」を参照）。
『こばと。』ではフレイヤと共に管理人・千歳の双子の娘として登場。原作と違い耳が普通の耳に変わっているので、人間の可能性が高い。詳細は「こばと。#『ちょびっツ』からの人物」を参照。
フレイヤ
『こばと。』ではちぃと共に双子の娘として登場。
すもも / 琴子
『ツバサ』では共に桜花(エドニス)国編で登場。桜都国では身の丈が見上げるほどの巨人でありながら小人扱いされていた（詳細は「ツバサ-RESERVoir CHRoNiCLE-の登場人物」を参照）。
ジーマ / ディタ
『ツバサ』ピッフル国編で登場。共にドラゴンフライレースで参加選手の一人（ガヤ）として登場。
斉藤 楓
『ANGELIC LAYER』では天使・ブランシェを操り、みさきと善戦した。また、最とは親友である。詳細は「ANGELIC LAYER#登場人物」を参照。
日比谷 千歳
『ツバサ』にも登場（詳細は「ツバサ-RESERVoir CHRoNiCLE-の登場人物」を参照）。
『こばと。』では三原千歳の名で登場し、声優は桑島法子。詳細は「こばと。#『ちょびっツ』からの人物」を参照。また前述のように、千歳のアパート「ガブ・城ヶ崎」は様々な作品に登場し、また千歳も世話好きで集まってくる人達を甲斐甲斐しく世話している。
三原一郎
『ANGELIC LAYER』の主要登場人物。玩具会社「Piffle Princess」の社長。詳細は「ANGELIC LAYER#登場人物」を参照。
大村 裕美
『こばと。』では「チロル」の店員として登場する。声優は豊崎愛生。詳細は「こばと。#『ちょびっツ』からの人物」を参照。
植田 弘康
『こばと。』にも「チロル」の店長として登場する。声優は樋口智透。詳細は「こばと。#『ちょびっツ』からの人物」を参照。